# Charles Beaulieu
 (décembre 2017).
Si vous disposez d'ouvrages ou d'articles de référence ou si vous connaissez des sites web de qualité traitant du thème abordé ici, merci de compléter l'article en donnant les références utiles à sa vérifiabilité et en les liant à la section « Notes et références ».
Charles E. Beaulieu est un professeur et un gestionnaire québécois né à Amqui en 1930.

## Honneurs
- 1995 - Prix INNOVATION[1]
- 1996 - Officier de l'Ordre du Canada[2]
- 1998 - Chevalier de l'Ordre national du Québec[3]
- 2002 - Médaille Gloire de l'Escolle[4]
- 2003 - Prix Armand-Frappier[5]